# That Bass Tour
Il That Bass Tour è il primo tour mondiale della cantante Meghan Trainor, a supporto del suo terzo album in studio Title (2015).
Ha avuto inizio l'11 febbraio 2015 a Vancouver e si è concluso, dopo 36 spettacoli in varie parti del mondo, a Milano il 4 giugno dello stesso anno.

## Storia
Nel novembre del 2014, venne annunciato che Meghan avrebbe dovuto intraprendere un tour mondiale per la promozione dell'album Title, e che sarebbe dovuto partire nello stesso mese.
Inizialmente vennero annunciate soltanto date nordamericane, ma poi l'intero tour venne posticipato al 2015 e a gennaio Meghan rivelò anche delle date in Europa, Oceania e Asia.

## Scaletta
1. Dear Future Husband
2. Mr. Almost
3. Credit
4. Not Good for You
5. Title
6. Walkashame
7. Close Your Eyes
8. 3am
9. Like I'm Gonna Lose You
10. Bang Dem Sticks
11. Uptown Funk (Dance Break)
12. My Selfish Heart
13. Lips Are Movin
14. What If I
15. All About That Bass

## Date
| Date             | Città         | Paese        | Luogo               |
| Nord America     | Nord America  | Nord America | Nord America        |
| ---------------- | ------------- | ------------ | ------------------- |
| 11 febbraio 2015 | Vancouver     | Canada       | Vogue Theatre       |
| 13 febbraio 2015 | Portland      | Stati Uniti  | Wonder Ballroom     |
| 14 febbraio 2015 | Seattle       | Stati Uniti  | Neptune Theatre     |
| 16 febbraio 2015 | San Francisco | Stati Uniti  | The Fillmore        |
| 18 febbraio 2015 | San Diego     | Stati Uniti  | House of Blues      |
| 21 febbraio 2015 | Los Angeles   | Stati Uniti  | El Rey Theatre      |
| 22 febbraio 2015 | Los Angeles   | Stati Uniti  | El Rey Theatre      |
| 25 febbraio 2015 | Houston       | Stati Uniti  | House of Blues      |
| 27 febbraio 2015 | Dallas        | Stati Uniti  | Granada Theater     |
| 1 marzo 2015     | Louisville    | Stati Uniti  | Mercury Ballroom    |
| 2 marzo 2015     | Detroit       | Stati Uniti  | Saint Andrew's Hall |
| 4 marzo 2015     | Chicago       | Stati Uniti  | House of Blues      |